# Sidney Darlington
Sidney Darlington (Pittsburgh, 18 juli 1906 – Exeter (New Hampshire), 31 oktober 1997) was een Amerikaans elektrotechnicus en uitvinder van de naar hem vernoemde transistorconfiguratie, de darlingtontransistor, begin jaren 1950.

## Biografie
Sidney verkreeg zijn basisonderwijs aan de Phillips Exeter Academy, waar hij zowel de beide wiskunde schoolprijzen als een natuurkunde schoolprijs won. Hij studeerde natuurkunde aan Harvard-universiteit, waar hij in 1928 magne cum laude zijn bachelor haalde, gevolgd door een bachelor in de elektrotechniek aan de Massachusetts Institute of Technology (MIT) in 1929. Als student werd hij sterk beïnvloed door George Washington Pierce bij Harvard en door Ernst Guillemin bij MIT.
Na zijn studie aan MIT kwam Darlingon in 1929 in dienst van de technische staf van Bell Labs in Murray Hill, waar hij in eerste instantie onder Hendrik Wade Bode kwam te werken. Samen met collega Claude Shannon deed hij baanbrekend werk op het gebied van communicatienetwerken die een voorbode waren voor computers en moderne communicatie.
Bij Bell Labs heeft hij bijdragen geleverd aan onder andere netwerktheorieën, de ontwikkeling van een insertion-loss synthesis approachmethode, de uitvinding van de chirp-radar, een bomvizier en geweer- en raketgeleiding.
Naast zijn werk bij Bell Labs behaalde hij in 1940 zijn doctoraat natuurkunde bij de Columbia-universiteit. Hij zou tot aan zijn pensionering in 1971 bij Bell Labs aanblijven. Daarnaast was hij in de periode 1960 tot 1972 gastdocent aan de universiteit van Californië, Berkeley. Na zijn pensionering was hij adjunct-directeur op de faculteit Electrical and Computer Engineering van de universiteit van New Hampshire (UNH).

## Darlingtontransistor
Darlington is vooral bekend van de dubbele transistorschakeling die zijn naam draagt. Kort na de uitvinding bij Bell Labs van een werkende transistor in 1949 nam hij twee transistors in het weekend mee naar huis om ermee te experimenteren. Door twee transistors in serie met elkaar te schakelen lukte het hem om de versterkingsfactor ervan te verhogen. In 1953 verkreeg hij octrooi op de uitvinding van zijn "Semiconductor signal translating device".

## Persoonlijk
Sidney was tweemaal getrouwd. Zijn eerste huwelijk bleef kinderloos. In 1965 hertrouwde hij met zijn tweede vrouw, Joan. Uit dit huwelijk – hij was toen zestig jaar oud – werden twee dochters geboren, Ellen en Rebecca. Hij overleed op 91-jarige leeftijd.

## Erkenning
Voor zijn bijdragen gedurende de Tweede Wereldoorlog werd hij in 1945 onderscheiden met de Presidential Medal of Freedom, de hoogste civiele onderscheiding van de Verenigde Staten van Amerika. In 1975 mocht hij de IEEE Edison Medal in ontvangst nemen "Voor zijn basis bijdragen in de netwerktheorie en voor belangrijke uitvindingen in radarsystemen en elektronicaschakelingen" en in 1981 de IEEE Medal of Honor "Voor fundamentele bijdragen in filtering en signaalverwerking die leidde tot de chirp-radar".